# Giovanni Delogu Ibba
Giovanni Delogu Ibba (Ittiri Cannedu, 1650 - Villanova Monteleone, 21 d'agost de 1738) fou un escriptor i religiós sard. Es va fer capellà i fou vicari forà, qualificador de la Inquisició i examinador sinodal de la diòcesi de Bosa, fins que fou nomenat rector de la parròquia Villanova Monteleone. La seva obra és de temàtica religiosa, i escrita en llatí, castellà i sard.

## Obres
- Index libri vitae cui titulus est Iuesus Nazarenus Rex Iudeorum (1736)
- Tragedia in su isclavamentu